# Sepp Kuss
Sepp Kuss (ur. 13 września 1994 w Durango) – amerykański kolarz szosowy.

## Osiągnięcia
Opracowano na podstawie:

2016
- 6. miejsce w Tour de Beauce
  - 1. miejsce na 2. etapie

2017
- 8. miejsce w Tour of the Gila
- 9. miejsce w Tour of Utah
- 6. miejsce w Colorado Classic
- 2. miejsce w Tour of Alberta

2018
- 1. miejsce w Tour of Utah
  - 1. miejsce w klasyfikacji górskiej
  - 1. miejsce na 2., 5. i 6. etapie

2019
- 1. miejsce na 15. etapie Vuelta a España

2020
- 8. miejsce w Tour de La Provence
- 10. miejsce w Critérium du Dauphiné
  - 1. miejsce na 5. etapie

2021
- 1. miejsce na 15. etapie Tour de France
- 8. miejsce w Vuelta a España

2022
- 3. miejsce w Classic de l’Ardèche

2023
- 1. miejsce w Vuelta a España
  - 1. miejsce na 6. etapie

## Rankingi
| Rok              | 2016  | 2017  | 2018 | 2019 | 2020 | 2021 | 2022 | 2023 | 2024 |
| ---------------- | ----- | ----- | ---- | ---- | ---- | ---- | ---- | ---- | ---- |
| UCI World Tour   | -     | -     | 335. |      |      |      |      |      |      |
| World Ranking    | 1711. | 319.  | 262. | 302. | 116. | 115. | 307. | 16.  | 168. |
| UCI Europe Tour  | -     | 1304. | -    |      |      |      |      |      |      |
| UCI Asia Tour    | -     | -     | 492. |      |      |      |      |      |      |
| UCI America Tour | 270.  | 8.    | 2.   | 28.  | 9.   | 9.   | 25.  | 1.   | 20.  |
|                  |       |       |      |      |      |      |      |      |      |
| Źródło: UCI      |       |       |      |      |      |      |      |      |      |